# 生命
生命（せいめい、英: life）とは、シグナル伝達や自立過程などの生物学的現象を持つ物質を、そうでない物質と区別する性質であり、恒常性、組織化、代謝、成長、適応、刺激に対する反応、および生殖の能力によって記述的に定義される。自己組織化系など、生体系の多くの哲学的定義が提案されている。ウイルスは特に、宿主細胞内でのみ複製するため定義が困難である。生命は大気、水、土壌など、地球上のあらゆる場所に存在し、多くの生態系が生物圏を形成している。これらの中には、極限環境微生物だけが生息する過酷な環境もある。
生命は古代から研究されており、エンペドクレスは唯物論で、生命は永遠の四元素から構成されていると主張し、アリストテレスは質料形相論で、生物には魂があり、形と物質の両方を体現していると主張した。生命は少なくとも35億年前に誕生し、その結果、普遍的な共通祖先へとつながった。これが、多くの絶滅種を経て、現存するすべての種へと進化し、その一部は化石として痕跡を残している。また、生物を分類する試みもアリストテレスから始まった。現代の分類は、1740年代のカール・リンネによる二名法から始まった。
生物は生化学的な分子で構成されており、主に少数の核となる化学元素から形成されている。すべての生物には、タンパク質と核酸という2種類の大きな分子が含まれており、後者は通常、DNAとRNAの両方がある。核酸は、各種のタンパク質を作るための命令など、それぞれの生物種に必要な情報を伝達する役割がある。タンパク質も同様に、生命の多くの化学的過程を遂行する機械としての役割を果たす。細胞は生命の構造的および機能的な単位である。原核生物（細菌や古細菌）を含む微小な生物は、小さな単細胞で構成されている。より大きな生物、主に真核生物は、単細胞からなることもあれば、より複雑な構造を持つ多細胞である場合もある。生命は地球上でしか存在が確認されていないが、地球外生命体の存在はありうると考えられている。人工生命は科学者や技術者によってシミュレートされ、研究されている。

## 定義

### 課題
生命の定義は、科学者や哲学者にとって長年の課題であった。その理由の一つは、生命は物質ではなく過程（プロセス）であるためである。さらに、地球外で発生した可能性のある生命体の特徴（もしあるとすれば）が分からないことも、この問題を複雑にしている。生命の哲学的な定義も提唱されているが、生物と非生物を区別する上で同様の困難を抱えている。法的な生命の定義については議論がなされているが、主に人間の死を宣告するための決定と、その決定がもたらす法的影響に焦点が当てられている。少なくとも123の生命の定義がまとめられている。

### 記述的
生命の定義について総意が得られないため、生物学における現在の定義のほとんどは記述的なものになっている。生命とは、与えられた環境においてその存在を維持、促進、または強化するものの特性であると考えられている。これは、次の特性のすべて、またはほとんどを意味する。
1. 恒常性：一定の状態を維持するための内部環境の調節。たとえば、体温を下げるための発汗など。
2. 組織化：生命の基本単位である1つまたは複数の細胞から構造的に構成されていること。
3. 代謝：化学物質を細胞成分に変換したり（同化作用）、有機物を分解したりするために（異化作用）使用されるエネルギーの変換。生物は恒常性の維持やその他の活動のためにエネルギー（英語版）を必要とする。
4. 成長（英語版）：異化よりも同化の割合が高い状態を維持すること。成長する生物はサイズと構造が増大する。
5. 適応：生物がその生息環境でよりよく生きられるようになる進化の過程のこと[18][19][20]。
6. 刺激（英語版）に対する反応：単細胞生物が外部の化学物質から遠ざかるときの収縮、多細胞生物のあらゆる感覚を伴う複雑な反応、あるいは植物の葉が太陽の方を向く運動（屈光性）、走化性など。
7. 生殖：1つの親生物から無性生殖で、または2つの親生物から有性生殖で、新しい個体を生み出す能力のこと。

### 物理学
物理学の観点から見ると、生物は組織化された分子構造を持つ熱力学系であり、生存の必要に応じて自己複製し進化することができる。また、熱力学的には、生命は周囲の勾配を利用してそれ自身の不完全なコピーを作り出す開放系と説明されている。これを別の言い方にすれば、生命を「ダーウィン的進化を遂げることができる自立した化学系」と定義することもできる。この定義は、カール・セーガンの提案に基づいて、宇宙生物学の目的のために生命を定義しようとするNASAの委員会によって採用された。しかし、この定義によれば、単一の有性生殖個体はそれ自体で進化することができないため、生きているとは言えないとして、広く批判されている。この潜在的な欠陥の理由は、「NASAの定義」が生命を生きた個体ではなく、現象としての生命に言及していることによる不完全さにある。一方、現象としての生命と生きている個体としての生命という概念に基づく定義もあり、それぞれ自己維持可能な情報の連続体と、この連続体の別個の要素として提案されている。この考え方の大きな強みは、生物学的な語彙（ごい）を避け、数学と物理学の観点から生命を定義していることである。

### 生体系
分子化学に必ずしも依存しない生体系理論（英: living systems）の視点に立つ人もいる。生命の体系的な定義の一つは、生物は自己組織化し、オートポイエティック（自己生産的）であるとするものである。これの変種として、スチュアート・カウフマンによる『自律的エージェント、または自己複製が可能で、少なくとも1つの熱力学的作業サイクルを完了できるマルチエージェント系』という定義もある。この定義は、時間の経過に伴う、新奇な機能の進化によって拡張されている。

### 死

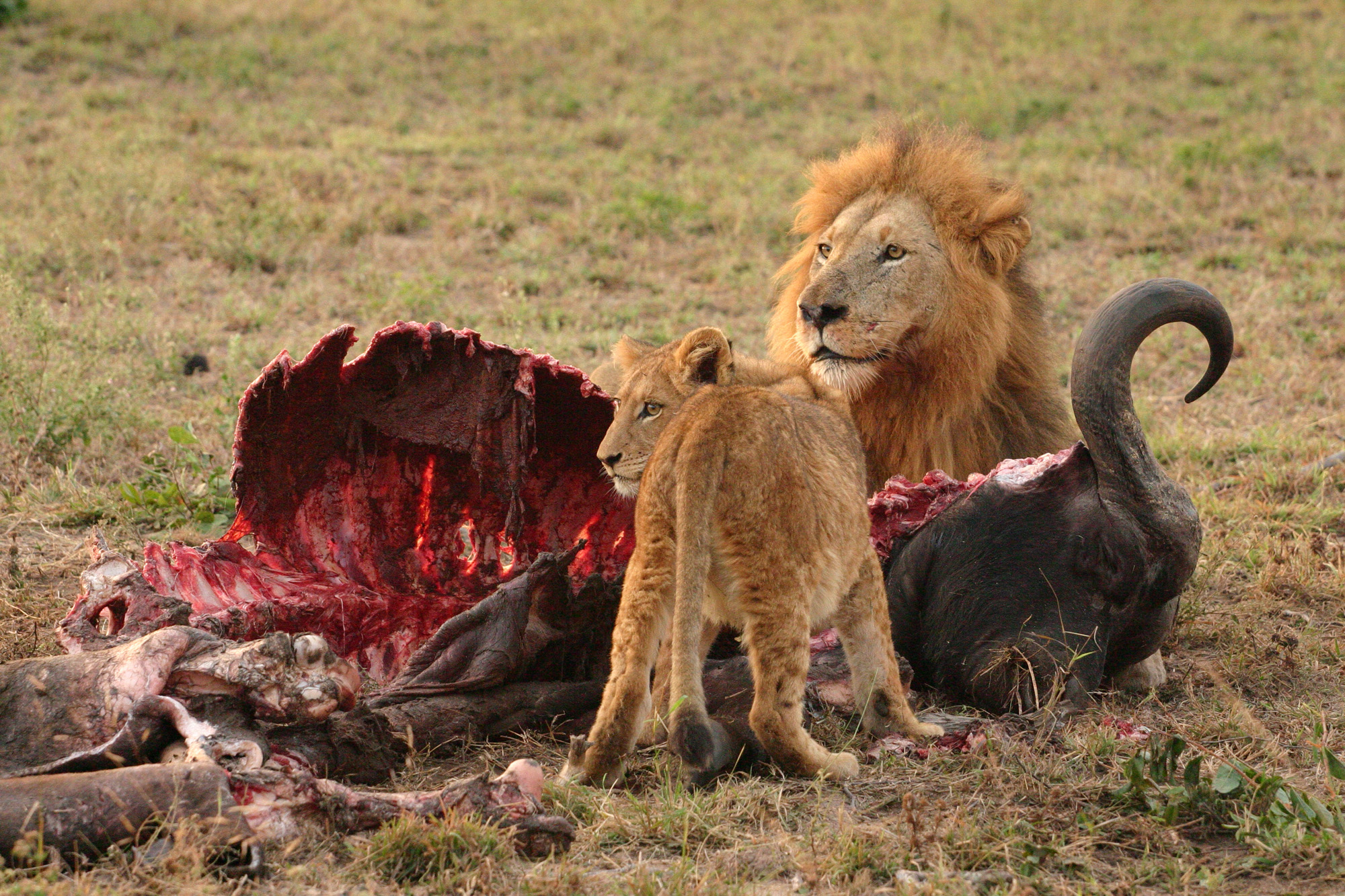
このアフリカスイギュウのように、動物の死体は生態系によって再利用され、生きている生物にエネルギーと栄養素を供給する。

死とは、生物または細胞におけるすべての生体機能や生命現象が停止することである。死を定義する上での課題の一つに死と生の区別があげられる。死とは、生命が終わる瞬間、あるいは生命に続く状態が始まる時のどちらかを指すと考えられる。しかし、生命機能の停止は臓器系をまたいで同時に起こることは少なく、いつ死が起こったかを判断するのは困難である。そのため、こうした決定には、生と死の間に概念的な境界線を引く必要がある。生命をどのように定義するかについての総意はほとんどないことから、これは未解決の問題である。何千年もの間、死の本質は世界の宗教的伝統や哲学的探求の中心的な関心事であった。多くの宗教では、死後の世界や魂の転生、あるいは後日の肉体の復活を信仰している。

### 「生命の縁」ウイルス

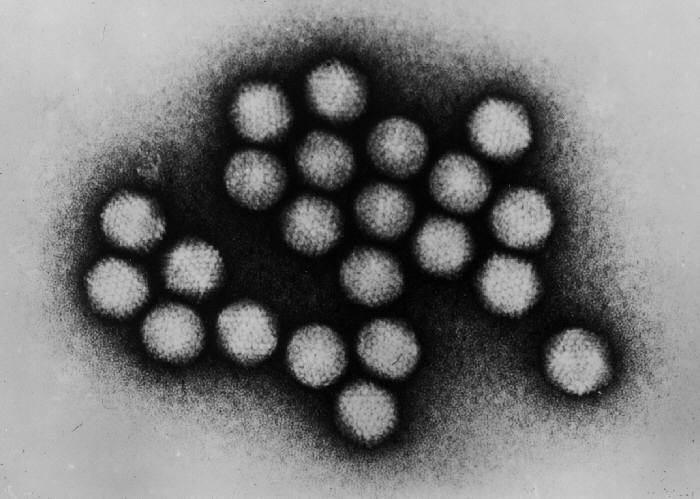
透過型電子顕微鏡で見たアデノウイルス

ウイルスが生きていると見なすべきかどうかは議論の分かれるところである。ウイルスは生命の形態というよりも、遺伝子をコードする複製装置に過ぎないと見なされることも多い。ウイルスは遺伝子を持ち、自然選択によって進化し、自己組織化によって自分自身のコピーを複数作成することで複製することから、「生命の縁にいる生物」と表現されている。しかし、ウイルスは代謝しないため、新しい産物を作るには宿主細胞が必要である。宿主細胞内でのウイルスの自己組織化は、生命が自己組織化した有機分子として始まったという仮説を裏付ける可能性があるため、生命の起源を研究する上で重要な意味を持つ。

## 研究の歴史

### 唯物論
初期の生命に関する理論の中には、存在するものはすべて物質であり、生命は物質の複雑な形態や配列に過ぎないという唯物論的なものがある。エンペドクレス（紀元前430年）は、宇宙に存在するすべてのものは、土、水、空気、火という永遠の「四つの元素」または「万物の根源」の組み合わせでできていると主張した。すべての変化は、これらの4つの元素の配置と再配置によって説明される。生命のさまざまな形態は、元素の適切な混合によって引き起こされる。デモクリトス（紀元前460年）は原子論者であり、生命の本質的な特徴は「魂（プシュケー）」を持つことであり、魂は他のすべてのものと同様に、火のような原子から構成されていると考えた。彼は、生命と熱の間に明らかな関係があり、火が動くことから、火について詳しく説明した。これに対してプラトンは、世界は不完全に物質に反映された永続的な「形（イデア）」によって組織されていると考え、「形」は方向性や知性を与え、世界で観察される規則性を説明すると主張した。古代ギリシャに端を発した機械論唯物論（機械論）は、フランスの哲学者ルネ・デカルト（1596-1650）によって復活して修正され、彼は動物や人間は共に機械として機能する部品の集合体であると主張した。この考えは、ジュリアン・オフレ・ド・ラ・メトリー（1709-1750）の著書『L'Homme Machine（人間機械論）』の中でさらに発展することとなった。19世紀には、生物学における細胞理論の進歩がこの考え方を後押しした。チャールズ・ダーウィンの進化論（1859年）は、自然選択による種の起源について機械論的に説明したものである。20世紀初頭、ステファン・ルデュック（Stéphane Leduc）（1853-1939）は、生物学的な過程は物理学と化学の観点から理解することができ、その成長はケイ酸ナトリウム溶液に浸した無機結晶の成長に似ているという考えを推進した。彼の著書『La biologie synthétique（合成生物学）』で述べられた彼の考えは、存命中はほとんど否定されていたものの、後年のラッセルやバルジらの研究によって再び関心を集めるようになった。

### 質料形相論

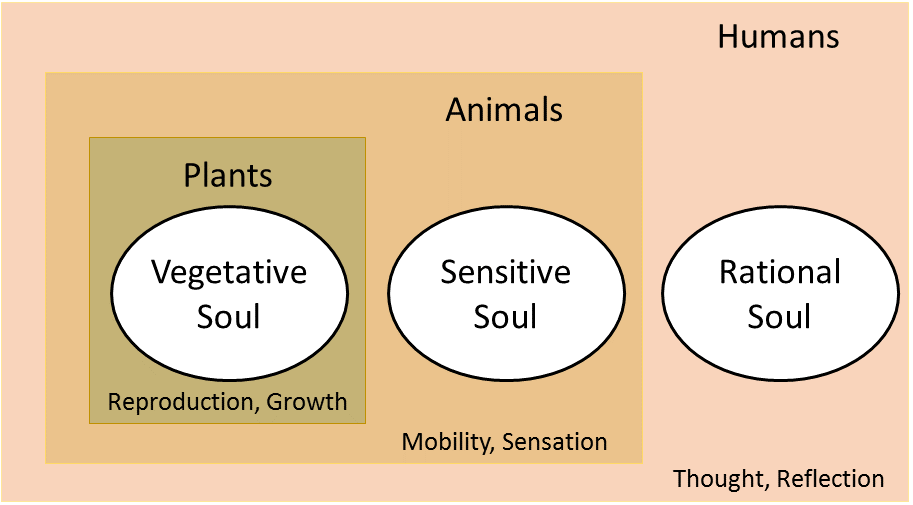
アリストテレスによる、植物、動物、人間の魂の階層構造。

質料形相論は、ギリシャの哲学者アリストテレス（紀元前322年）によって最初に定式化された理論である。質料形相論の生物学への応用はアリストテレスにとって重要であり、現存する彼の著作では生物学が広く論じられている。この見解では、物質的宇宙に存在するすべてのものは物質と「形」の両方を持っており、生物の「形」はその魂（ギリシャ語のプシュケー、ラテン語のアニマ）であるという。魂には次の3種類がある。植物の植物的魂（vegetative soul）は、植物を成長させ、腐敗させ、栄養を与えるが、運動や感覚を引き起こさない。動物的魂（animal soul）は、動物に動きと感覚を与える。そして、理知的魂（rational soul）は意識と理性の源であり、アリストテレスは人間だけにあると考えた。それぞれの高次の魂は、低次の魂のすべての性質を備えている。アリストテレスは、物質は「形」がなくても存在できるが、「形」は物質なしでは存在できず、したがって魂は肉体なしでは存在できないと考えた。
この説明は、目的あるいは目標指向性という観点から現象を説明する生命の目的論的説明と矛盾しない。たとえば、ホッキョクグマの毛皮の白さは、カモフラージュ（偽装）という目的によって説明される。因果関係の方向（未来から過去へ）は、結果を事前原因という観点から説明する自然選択の科学的証拠と矛盾する。生物学的特徴は、将来の最適な結果を見ることで説明されるのではなく、問題の特徴の自然選択につながった種の過去の進化の歴史を見ることによって説明される。

### 自然発生
自然発生とは、生物は類似の生物からの系統を経ずに形成されるという考え方であった。典型的には、ノミのような特定の種の形態が、塵のような無生物から発生したり、あるいはネズミや昆虫が泥やゴミから季節的に発生するという考えであった。
自然発生説はアリストテレスによって提唱された。アリストテレスは、それ以前の自然哲学者の著作や、生物の外観に関する古代のさまざまな説明を統合し、発展させた。この説は2千年にわたって最良の説明と考えられていた。しかしこの考えは、フランチェスコ・レディなどの先人の研究を発展させた、1859年のルイ・パスツールの実験によって決定的に覆された。自然発生説という伝統的な考え方の否定は、生物学者の間ではもはや議論の余地はない。

### 生気論
生気論（バイタリズム）とは、非物質的な生命原理が存在するという信念である。これはゲオルク・エルンスト・シュタール（17世紀）に端を発し、19世紀半ばまで流行した。そして、アンリ・ベルクソン、フリードリヒ・ニーチェ、ヴィルヘルム・ディルタイなどの哲学者、グザヴィエ・ビシャのような解剖学者、ユストゥス・フォン・リービッヒなどの化学者たちの支持を受けた。生気論には、有機物と無機物の間には本質的な違いが存在するという考えや、有機物は生物からのみ作られるという信念が含まれていた。この考え方は、1828年、フリードリヒ・ヴェーラーが無機物から尿素を合成したことで否定された。このヴェーラー合成は現代有機化学の出発点と考えられている。有機化合物が初めて無機反応によって生成された、歴史的にも意義のあることであった。
1850年代、ヘルマン・フォン・ヘルムホルツは、ユリウス・ロベルト・フォン・マイヤーによって予想された筋肉運動ではエネルギーが失われないことを実証し、筋肉を動かすのに必要な「生命力（英: vital forces）」が存在しないことを示唆した。これらの結果は、特にエドゥアルト・ブフナーが酵母の無細胞抽出液中でアルコール発酵が起こることを証明した後、生気論に対する科学的関心の放棄につながった。それにもかかわらず、疾病や病気が仮説上の生命力の障害によって引き起こされると解釈するホメオパシーのような疑似科学理論への信仰は根強く残っている。

## 発生

### 生命の起源
地球の年齢は約45億4000万年である。地球上の生命は少なくとも35億年前から存在しており、最古の生命の物理的な痕跡は37億年前にさかのぼる。TimeTree公開データベースにまとめられている分子時計からの推定では、生命の起源は約40億年前とされている。生命の起源に関する仮説は、単純な有機分子から前細胞生命を経て、原始細胞や代謝に至る普遍的な共通祖先の形成を説明しようとするものである。2016年、最後の普遍的共通祖先（LUCA）の355個の遺伝子セットが暫定的に同定された。
生物圏は、生命の起源から少なくとも約35億年前に発達したと考えられている。地球上の生命が存在した最古の証拠として、西グリーンランドの37億年前の変堆積岩から発見された生物起源のグラファイトや、西オーストラリアの34億8000万年前の砂岩から発見された微生物マットの化石があげられる。さらに最近では、2015年に西オーストラリア州の41億年前の岩石から「生物学的生命の遺跡」が発見された。2017年には、カナダ・ケベック州のヌブアギトゥク帯の熱水噴出孔の析出物から、地球最古の生命記録である42億8000万年前の微生物（または微化石）と推定される化石が発見されたと発表され、44億年前の海洋形成後、45億4000万年前の地球形成から間もない時期に「ほぼ瞬時に生命が出現した」ことが示唆された。

### 進化
進化とは、生物集団の遺伝的な形質が、世代を重ねるごとに変化することである。その結果、新しい種が出現し、しばしば古い種が消滅する。進化は、自然選択（性選択を含む）や遺伝的浮動などの進化過程が遺伝的変異に作用し、その結果、世代を重ねるごとに集団内での特定の形質の頻度が増加または減少することで起こる。進化の過程は、生物学的な組織のあらゆるレベルで生物多様性をもたらした。

### 化石
化石とは、古代に生息していた動物や植物、その他の生物の遺骸または痕跡が保存されたものである。発見された化石と未発見の化石の総体、および堆積岩の層（地層）におけるそれらの配置は、化石記録（英: fossil record）として知られている。保存された標本が1万年前の任意の年代よりも古い場合に化石と呼ばれる。したがって化石の年代は、完新世の初期の最も若いものから、太古代の最も古いもの、34億年前のものまで幅広くある。

### 絶滅
絶滅とは、ある種のすべての個体が死に絶える過程のことである。その種の最後の個体が死ぬときに絶滅の瞬間が訪れる。種の潜在的な生息範囲は非常に広い可能性があるため、この瞬間を決定するのは難しく、通常は明らかに不在の期間があった後に遡及的に行われる。種が絶滅するのは、生息環境の変化の中で、あるいは優れた競争相手に直面し、生き残ることができなくなったときに起こる。これまでに存在した種の99％以上が絶滅している。大量絶滅によって、新しい生物群が多様化する機会がもたらされ、進化を加速させた可能性がある。

## 環境条件

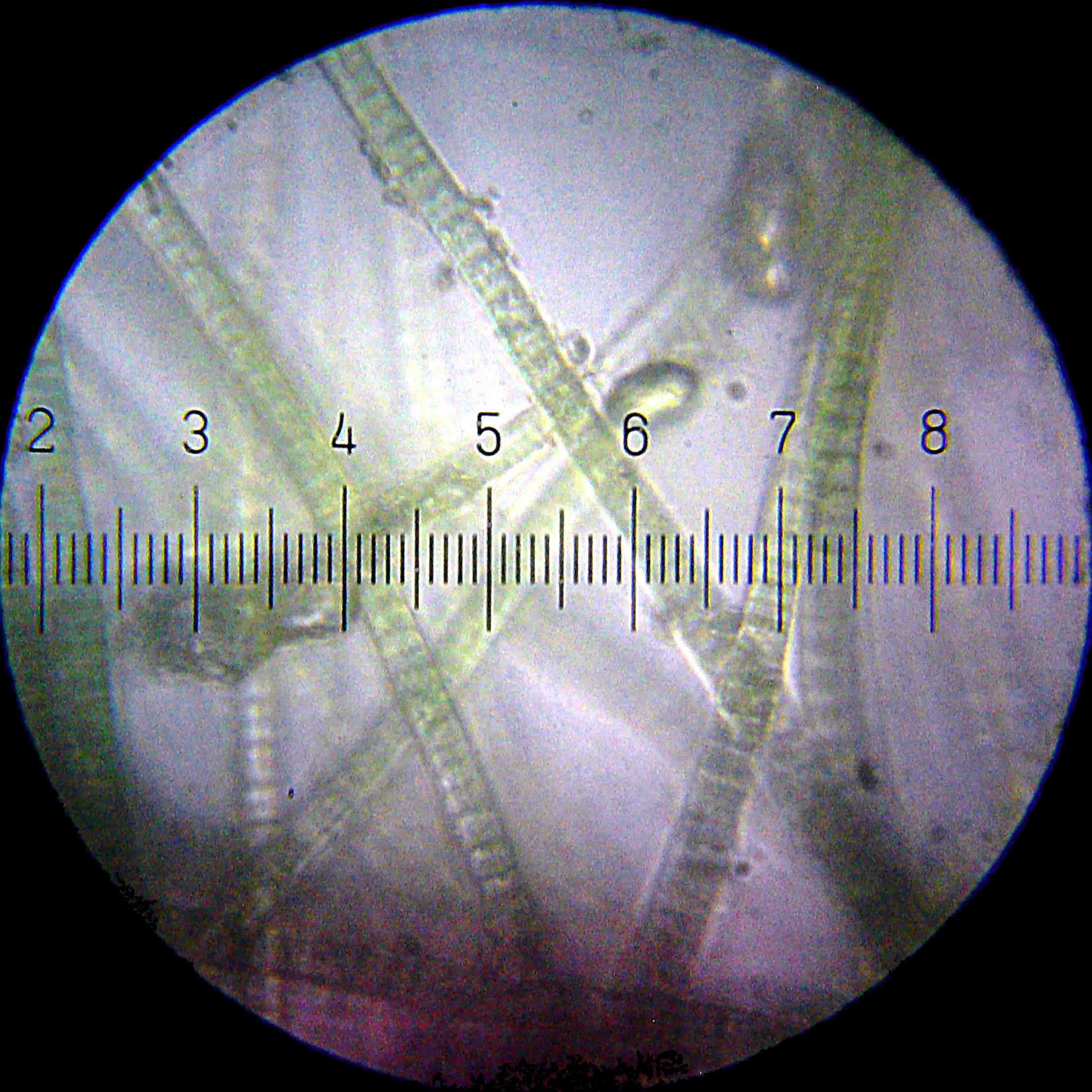
シアノバクテリアは地球上の生物の構成を劇的に変化させ、酸素不耐性の生物をほぼ絶滅するまでに追い込んだ

地球上の生物の多様性は、遺伝的機会、代謝能力、環境的課題、および共生が動的に相互作用した結果である。地球上で生存可能な環境は、そのほとんどの期間は微生物によって支配され、その代謝と進化の影響を受けてきた。こうした微生物の活動の結果、地球上の物理化学的な環境は地質学的な時間尺度で変化し、その後の生命の進化の道筋に影響を与えてきた。たとえば、シアノバクテリアが光合成の副産物として酸素分子を放出したことで、地球規模で環境変化が引き起こされた。酸素は当時の地球上のほとんどの生物にとって有毒であったため、酸素の増加は新たな進化的課題をもたらし、やがて地球の主要な動植物種の形成につながった。このような生物と環境の相互作用は、生体系に固有の特徴である。

### 生物圏

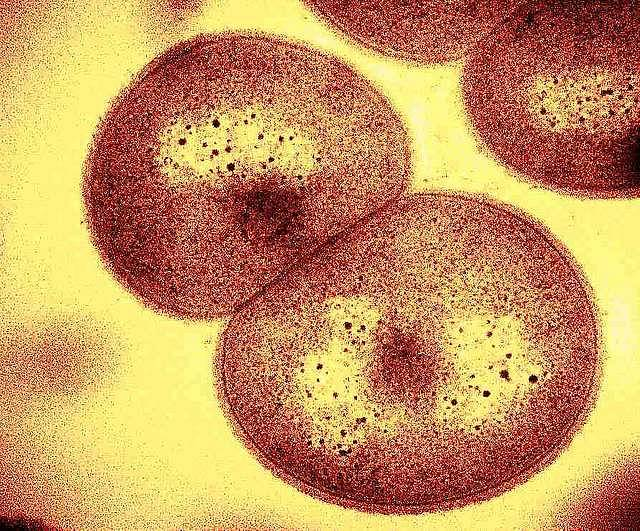
デイノコッカス・ジオテルマリス（Deinococcus geothermalis）は、熱水泉や深海底表層で繁殖する細菌である

生物圏とは、すべての生態系の総体である。それらは「地球上の生活圏」とも呼ばれ、（太陽や宇宙からの放射線と地球内部からの熱を除いて）閉鎖系であり、大部分は自己調節されている。生物は、土壌、熱水泉、地下19 km (12 mi)以上の岩石内部、海洋の最深部、そして大気圏上空64 km (40 mi)以上など、生物圏のあらゆる場所に存在する。たとえば、アスペルギルス・ニゲル（Aspergillus niger）の胞子は、高度48-77 kmの中間圏で検出されている。実験室的な条件下では、生命体は無重力に近い宇宙空間で繁栄し、真空の宇宙空間でも生存することが観察されている。生命体は、深いマリアナ海溝や、米国北西部沖の水深2,590 m (8,500 ft; 1.61 mi)の海底下580 m (1,900 ft; 0.36 mi)以上の岩石中、あるいは日本沖合の海底2,400 m (7,900 ft; 1.5 mi)でも繁栄している。2014年には、南極大陸の氷の下800 m (2,600 ft; 0.50 mi)に生息する生命体が発見された。国際海洋発見プログラムによる探検で、南海トラフの沈み込み帯の海底下1.2 kmの120 ℃の堆積物から単細胞生物が発見された。ある研究者は、「微生物はどこにでも生息している。条件への適応性が極めて高く、どこにいても生き延びることができる」と述べている。

### 耐性域
生態系を構成する不活性要素は、生命維持に必要な物理的および化学的要素、すなわちエネルギー（太陽光や化学エネルギー）、水、熱、大気、重力、栄養素、太陽紫外線からの防御などである。ほとんどの生態系では、条件は一日を通じて、また季節ごとに変化する。したがって、ほとんどの生態系で生きてゆくためには、生物は「耐性域」と呼ばれるさまざまな条件に耐えなければならない。その外側には「生理的ストレス域」があり、そこでは生存と繁殖は可能だが最適とはいえない。これらの領域を超えると「不耐性域」となり、そこでは生物の生存と繁殖はありえないか、不可能となる。耐性域が広い生物は、耐性域が狭い生物よりも広く分布している。

### 極限環境微生物

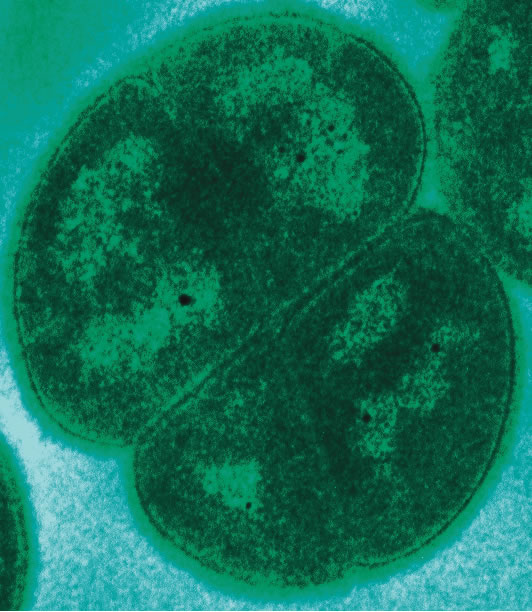
デイノコッカス・ラディオデュランス (Deinococcus radiodurans) は極限環境微生物であり、極端な寒冷、脱水、真空、酸、放射線などに耐えることができる

いくつかの微生物は生き残るために、寒冷、完全な乾燥、飢餓、高レベルの放射線、その他の物理的または化学的な条件に耐えられるように進化してきた。これらの極限環境微生物は、そうした環境下に長期間さらされ続けても生き延びることができる。さらに、通常とは異なるエネルギー源を利用することにも秀でている。このような極限環境における微生物群集の形態学構造や代謝多様性などの特性の解明が進行中である。

## 分類

### 古代
最初の生物の分類は、ギリシアの哲学者アリストテレス（紀元前384-322年）によって行われ、主に動く能力に基づいて生物を植物または動物に分類した。彼は、脊椎動物と無脊椎動物という概念のように有血動物と無血動物を区別し、有血動物を、胎生四足動物（哺乳類）、卵生四足動物（爬虫類と両生類）、鳥類、魚類、鯨の5つのグループに分けた。無血動物は、頭足類、甲殻類、昆虫類（クモ、サソリ、ムカデを含む）、有殻類（大部分の軟体動物や棘皮動物）、植虫類（植物に似た動物）の5つのグループに分けた。この理論は1千年以上にわたって支配的であった。

### リンネ体系
1740年代後半、カール・リンネは、種を分類するために「二名法（二命名法）」を導入した。リンネは、不必要な修辞を廃止し、新しい記述用語を導入し、その意味を正確に定義することによって、それまでの名称の語数の多い構成を改善し、長さを短縮しようとした。
真菌類はもともと植物として扱われていた。リンネは一時期、真菌類を動物界（Animalia）の蠕虫綱（Vermes）に分類していたが、後に植物界（Plantae）に戻した。ハーバート・コープランドは真菌類を原生生物（Protoctista）に分類し、単細胞生物に含めることで問題を部分的に回避しているが、真菌類に特別な地位を認めた。この問題は最終的に、ロバート・ホイッタカーによる五界説で、菌類に独自の界（菌界）を与えて解決された。進化の歴史は、真菌類が植物よりも動物に近縁であることを示している。
顕微鏡法の進歩によって細胞や微生物の詳細な研究が可能になるにつれ、新たな生物群が明らかになり、細胞生物学や微生物学の分野が創設された。これらの新しい生物は、当初は動物として原生動物門（Protozoa）と、植物として原生植物門／葉状植物門に分けて記載されていたが、エルンスト・ヘッケルによって原生生物界（Protista）に統合された、その後、原核生物はモネラ界（Monera）に分割され、最終的には細菌と古細菌の2つのグループに分けられた。これが六界説につながり、ついに進化的関係に基づく現在の3ドメイン説に至った。しかし、真核生物、特に原生生物の分類については、いまでも議論が続いている。
微生物学が発展するにつれて、細胞ではないウイルスが発見された。これらを生物と見なすかどうかについては議論が分かれている。ウイルスには、細胞膜、代謝、増殖や環境への対応能力といった生命の特徴を欠いている。ウイルスはその遺伝学的な性質に基づいて「種（species）」に分類されてきたが、そのような分類の多くの側面で論争が続いている。
元々のリンネ分類法は、次のように何度も変更されてきた。
| リンネ 1735        | ヘッケル 1866       | シャットン 1925       | コープランド 1938      | ホイッタカー 1969      | ウーズら 1990    | キャバリエ=スミス 1998, 2015 |
| ------------------ | ------------------- | --------------------- | ---------------------- | ---------------------- | ---------------- | ---------------------------- |
| 二界               | 三界                | 二帝                  | 四界                   | 五界                   | 3ドメイン        | 二帝, 六/七界                |
| 扱いなし           | 原生生物界 Protista | 原核生物帝 Prokaryota | モネラ界 Monera        | モネラ界 Monera        | 細菌 Bacteria    | 細菌界 Bacteria              |
| 扱いなし           | 原生生物界 Protista | 原核生物帝 Prokaryota | モネラ界 Monera        | モネラ界 Monera        | 古細菌 Archaea   | 古細菌 Archaea (2015)        |
| 扱いなし           | 原生生物界 Protista | 真核生物帝 Eukaryota  | 原生生物界 Protoctista | 原生生物界 Protoctista | 真核生物 Eucarya | 原生動物界 "Protozoa"        |
| 扱いなし           | 原生生物界 Protista | 真核生物帝 Eukaryota  | 原生生物界 Protoctista | 原生生物界 Protoctista | 真核生物 Eucarya | クロミスタ界 "Chromista"     |
| 植物界 Vegetabilia | 植物界 Plantae      | 真核生物帝 Eukaryota  | 植物界 Plantae         | 植物界 Plantae         | 真核生物 Eucarya | 植物界 Plantae               |
| 植物界 Vegetabilia | 植物界 Plantae      | 真核生物帝 Eukaryota  | 植物界 Plantae         | 菌界 Fungi             | 真核生物 Eucarya | 菌界 Fungi                   |
| 動物界 Animalia    | 動物界 Animalia     | 真核生物帝 Eukaryota  | 動物界 Animalia        | 動物界 Animalia        | 真核生物 Eucarya | 動物界 Animalia              |

真核生物を少数の界に組織化しようとする試みには異論がある。原生動物はクレード（分岐群）や自然的な分類を形成しておらず、クロミスタ（Chromalveolata）も同様である。

### メタゲノム
多数の完全なゲノムの配列決定が可能となったことで、生物学者は系統樹全体の系統発生をメタゲノム的に捉えることができるようになった。これにより、生物の大部分は細菌であり、すべての起源は共通していることが明らかになった。

rRNA 遺伝子データに基づく系統樹（Woese et al., 1990)。最後の普遍的共通祖先（英語版）（LUCA）を根とする3つの生命ドメインを示す[120]。
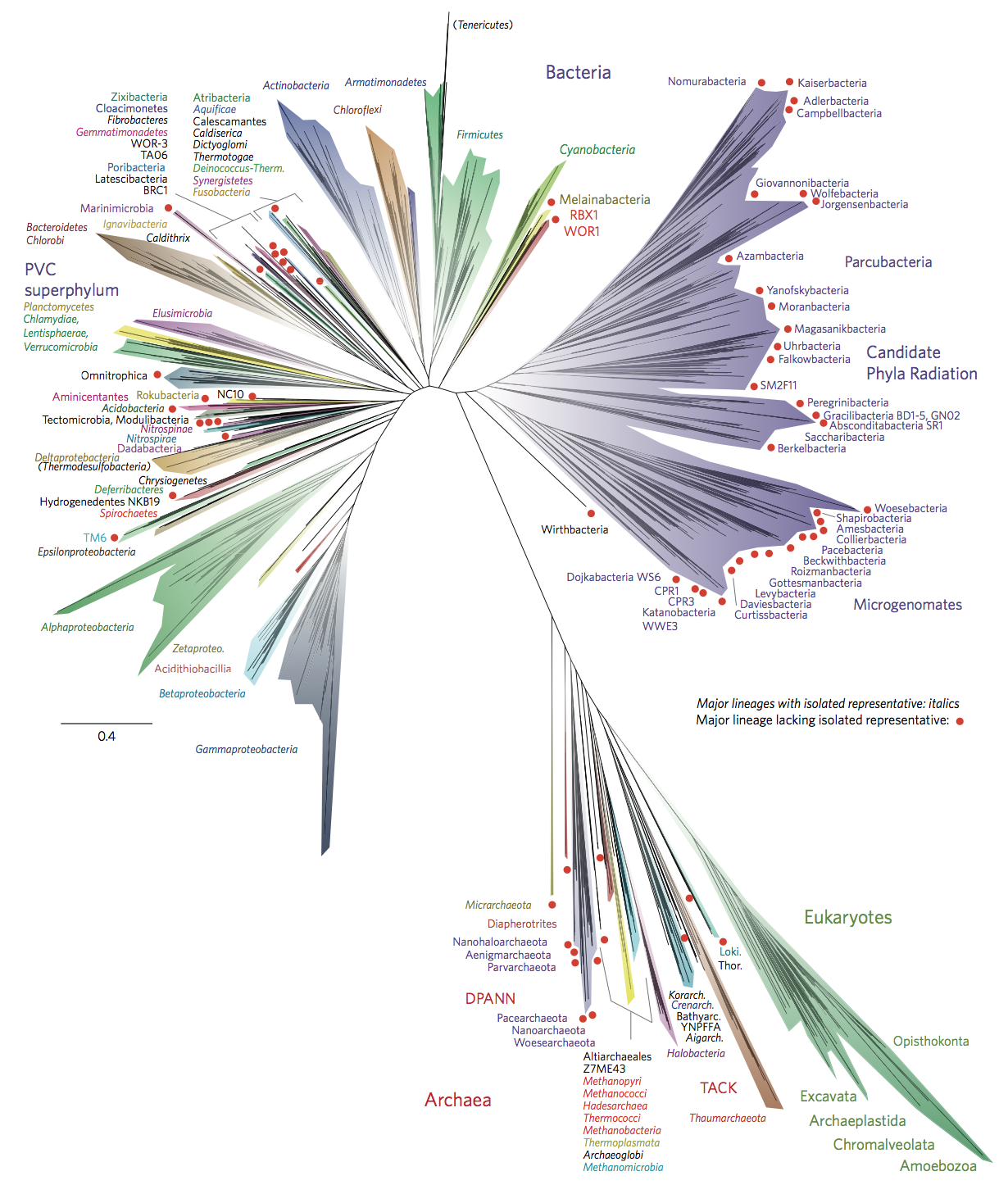
リボソームタンパク質（英語版）の配列に基づく無根系統樹のメタゲノム表現。上部 (左と右) は細菌、下部は古細菌、右下の緑色は真核生物(2016年)[132]。

## 構成

### 化学元素
すべての生命体は、その生化学的な機能を果たすために核となる特定の化学元素を必要とする。具体的には、炭素、水素、窒素、酸素、リン、硫黄など、すべての生物にとって必須の多量栄養素があげられる。これらの元素が組み合わさって、生物体の大部分を占める核酸、タンパク質、脂質、そして複合多糖を構成する。これら6つの元素のうち5つはDNAの化学成分を構成するが、硫黄は例外である。硫黄はアミノ酸のシステインとメチオニンの構成要素である。これらの元素のうち生物に最も多く含まれているのは炭素であり、炭素は複数の安定した共有結合を形成するという望ましい特性を持っている。これにより、炭素を主成分とする（有機）分子は、有機化学で説明される多様な化学配列を形成することができるようになる。これらの元素の1つまたは複数を省いたり、一覧にない元素に置き換えたり、必要なキラリティーやその他の化学的性質を変更したりする、代替生化学の仮説が提案されている。

### DNA
デオキシリボ核酸（DNA）は、すべての既知の生物と多くのウイルスの発生、機能、成長、および生殖に使われる遺伝的命令の大部分を伝達する分子である。DNAとリボ核酸（RNA）はどちらも核酸であり、タンパク質、脂質、複合多糖と並んで、すべての既知の生命体にとって不可欠な四大生体高分子の一つである。ほとんどのDNA分子は、2本の高分子鎖が互いに巻きついて二重らせんを形成している。DNAの二本鎖は、ヌクレオチドと呼ばれるより単純な単位から構成されていることから、ポリヌクレオチドと呼ばれる。各ヌクレオチドは、4つの含有核酸塩基（シトシン: C、グアニン: G、アデニン: A、チミン: T）のうちの1つ、デオキシリボースと呼ばれる糖、およびリン酸基で構成されている。あるヌクレオチドの糖と、次のヌクレオチドのリン酸が共有結合によって鎖状に結合し、糖-リン酸が交互に繰り返される主鎖が形成される。二本のポリヌクレオチド鎖の窒素塩基は、塩基対合則（AとT、CとG）に従って水素結合で結合し、二本鎖DNAを形成する。これには、それぞれの鎖にもう一方の鎖を再作成するために必要なすべての情報が含まれているという重要な性質があり、生殖や細胞分裂の際に情報を保存することができる。細胞では、DNAは染色体と呼ばれる長い構造体に組織化されている。これらの染色体は、細胞分裂の前にDNA複製の過程で複製され、それぞれの娘細胞に完全な染色体の集合を提供する。真核生物は、DNAの大部分を細胞核内に保存し、一部をミトコンドリア内あるいは葉緑体内に保存している。

### 細胞
細胞はあらゆる生物の構造の基本単位であり、すべての細胞は既存の細胞から分裂して形成される。細胞理論は、19世紀初頭にアンリ・デュトロシェ、テオドール・シュワン、ルドルフ・フィルヒョウらによって提唱され、その後広く受け入れられるようになった。生物の活動は細胞の全ての活性に依存し、細胞内および細胞間でエネルギーの流れが起こる。それぞれの細胞に遺伝情報が含まれ、細胞分裂の時に遺伝暗号として受け継がれる。
進化的な起源を反映して、細胞には2つの主要な種類がある。原核生物の細胞（すなわち細菌と古細菌）は環状DNAとリボソームを持っている、核と膜結合細胞小器官を欠いている。もうひとつの主要な種類は真核生物の細胞で、核膜に囲まれた明確な核と、ミトコンドリア、葉緑体、リソソーム、粗面小胞体、滑面小胞体、液胞など、膜結合細胞小器官を備えている。さらに、それらのDNAは染色体に組織化されている。動物、植物、真菌類などの大型の複合生物はすべて真核生物であるが、多様な微生物である原生生物も含まれている。従来の進化モデルは、真核生物は原核生物から進化し、真核生物の主要な細胞小器官は細菌と真核前駆細胞との共生によって形成されたというものである。
細胞生物学における分子機構はタンパク質に基づいている。ほとんどのタンパク質は、タンパク質生合成と呼ばれる酵素触媒過程を経て、リボソームという酵素によって合成される。細胞内の核酸の遺伝子発現に基づいてアミノ酸が配列・相互に結合してタンパク質が組み立てられる。真核細胞では、これらのタンパク質はゴルジ装置を介して輸送および処理され、目的地へ送られる。
細胞は、親細胞が2つ以上の娘細胞に分裂する細胞分裂によって増殖する。原核生物の細胞分裂では、DNAが複製され、2つの複製が細胞膜の対極に付着して分裂が起こる。一方、真核生物では、より複雑な有糸分裂と呼ばれる過程によって細胞分裂が起こる。ただしいずれも結果は同じで、複製された娘細胞は元の親細胞と互いに同一であり（変異を除く）、両者とも間期の期間を経てさらに分裂することができる。

### 多細胞構造

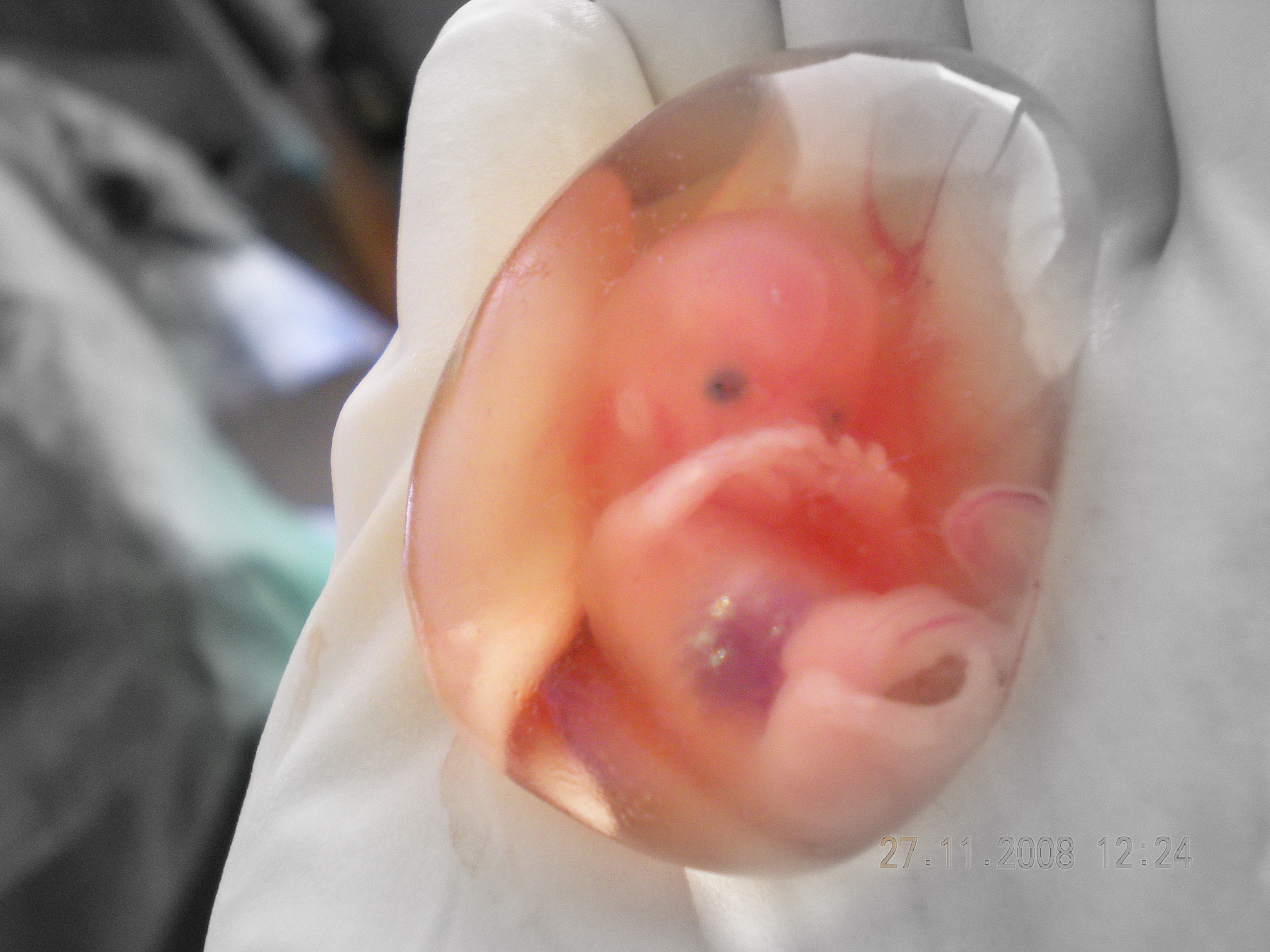
妊娠第10週目のヒトの胎児。受精により生じた単一細胞の胚が細胞分裂を繰り返して多細胞生物のさまざまな器官を形成する。

多細胞生物は、初めは同一細胞が群体を形成することで進化した可能性がある。これらの細胞は、細胞接着によって生物群集を形成することができる。群体に含まれる個々の細胞は、単独で生き残ることができるが、真の多細胞生物の細胞は特殊化を発達させていて、生存のために残りの生物に依存している。このような生物はクローン的に形成されるか、あるいは成体生物を構成するさまざまな特殊化した細胞を作り出せる単一の生殖細胞から形成される。この特殊化により、多細胞生物は単細胞生物よりも効率的に資源を利用できるようになる。約8億年前、GK-PID (en:GK-PID) という酵素分子に生じた小さな遺伝的変化により、生物は単細胞生物から多細胞生物の一つに進化した可能性がある。
細胞は微小環境を感知してそれに応答する方法を進化させ、それによって適応性を高めてきた。細胞シグナル伝達は細胞活動を調整し、ここから多細胞生物における基本機能を制御している。細胞間のシグナル伝達には、ジャクスタクリン・シグナル伝達のように直接的な細胞間接触を通して起こるものもあれば、内分泌系のように物質の交換を通じて間接的に起こるものもある。より複雑な生物では、活動の調整は専用の神経系を通して行われることがある。

## 地球外生命
生命は地球上でのみ確認されているが、多くの人は、地球外生命体の存在はありうるだけでなく、確実あるいは不可避と考えている。かつて、太陽系や他の惑星系にある惑星や衛星に対して、単純な生命が育まれていた証拠がないか調査されており、SETIプロジェクトなどでは、可能性のある地球外文明からの電波を検出しようとしている。太陽系内で微生物が生息している可能性のある場所には、火星の表面下、金星の高層大気、巨大惑星のいくつかの衛星の内部海などがある。
地球上の生命の執着性と多様性を研究し、一部の生物がそのような極限状態を生き抜くために利用する分子システムを理解することは、地球外生命体を探索する上で重要である。たとえば、地衣類は火星の模擬環境で1ヶ月生存することができる。
太陽系を超えて、地球に似た惑星上に地球型の生命を維持できる可能性のある他の主系列星の周囲にある領域は、ハビタブルゾーンとして知られている。このゾーンの内側と外側の半径は、恒星の光度によって変化し、ゾーンが存続する時間間隔も同様に変化する。太陽より質量の大きい恒星はより広いハビタブルゾーンを持つが、太陽のように恒星進化の「主系列」にとどまる期間は短くなる。小型の赤色矮星は、ハビタブルゾーンが狭く、より高いレベルの磁気活動や、近接する軌道からの潮汐ロックの影響を受けやすいという逆の問題を抱えている。したがって、太陽のような中程度の質量を持つ恒星は、地球のような生命が誕生する可能性が高い可能性がある。銀河系内における恒星の位置も、生命形成の可能性に影響するかもしれない。惑星を形成しうる重い元素がより多く存在する領域にある恒星は、生息地を脅かす可能性のある超新星爆発の発生率が低いことと相まって、複雑な生命を持つ惑星が存在する確率が高いと予測されている。ドレイクの方程式の変数を操作して、広い不確実性の範囲内で、文明が存在する可能性が最も高い惑星系の条件が議論されている。地球外に生命が存在する証拠を報告するための「生命検出の信頼性（Confidence of Life Detection、CoLD）」という指標が提案されている。

## 人工生命
人工生命（英: artificial life）とは、コンピュータ、ロボット工学、生化学などを通じて、生命のあらゆる側面のシミュレーションである。合成生物学（英: synthetic biology）は、科学と生物工学を組み合わせたバイオテクノロジーの新しい分野である。共通の目標は、自然界には存在しない新しい生物学的機能やシステムの設計と構築である。合成生物学は、バイオテクノロジーの幅広い再定義と拡張を伴うもので、究極の目標は、情報を処理し、化学物質を操作し、材料や構造物を生産し、エネルギーを生成し、食糧を供給し、人間の健康と環境を維持および向上させる工学的な生物学的システムを設計し、構築できるようにすることである。

## 参照項目
- 生物学 - 生命の科学的研究
- 生命存在指標 - 過去または現在の生命を科学的に証明する物質
- 炭素系生命体（英語版） - 炭素原子を主成分とした生命
- セントラルドグマ - 生物系における遺伝情報の流れ
- 生命の歴史（英語版） - 地球上の生命の歴史
- 個体数別生物の一覧（英語版） - 生物の個体数
- 生存可能システム理論（英語版） - 生体系など動的システムの発生や進化のプロセスに関する人工頭脳学の理論
- 生物学上の未解決問題